# Jean Leymarie

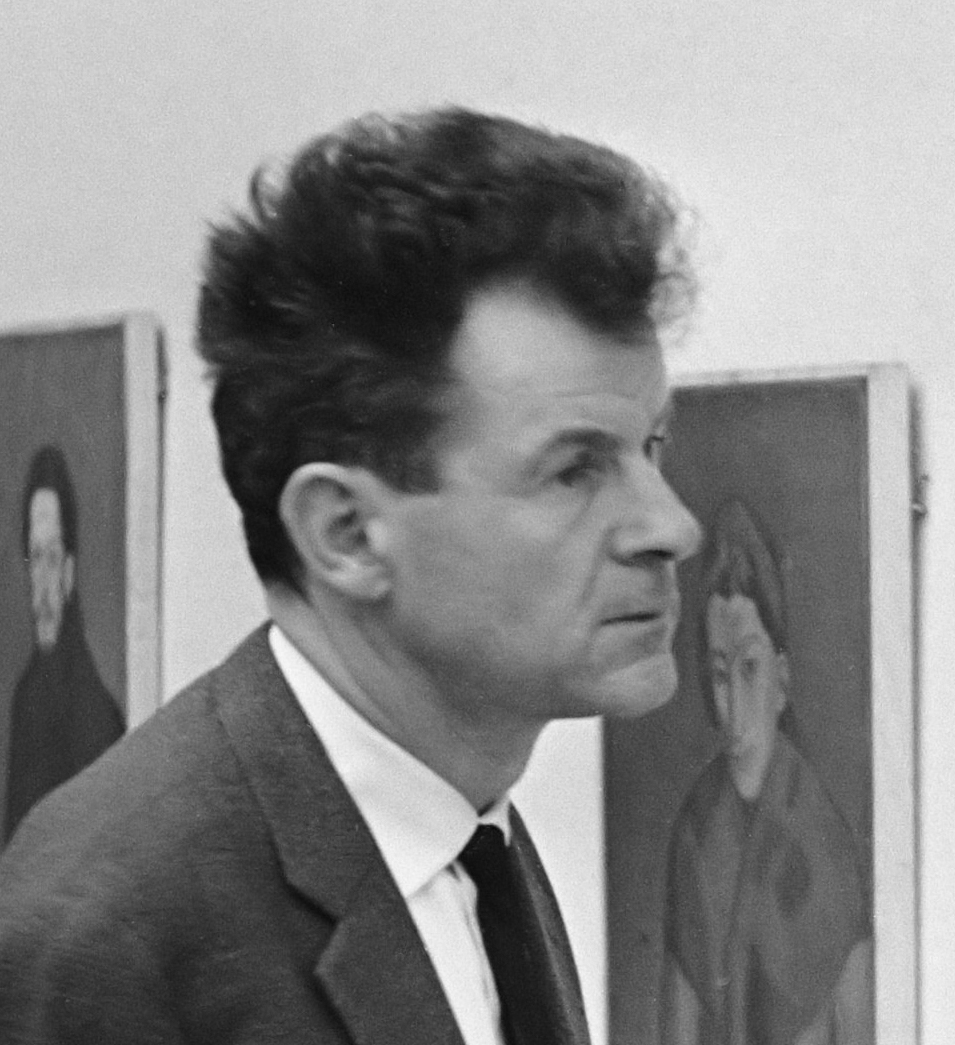
Jean Leymarie (1967)

Jean Leymarie (* 17. Juli 1919 in Gagnac-sur-Cère, Département Lot; †  9. März 2006 in Paris) war ein französischer Kunsthistoriker.

## Leben
Leymarie studierte Kunstgeschichte in Toulouse und in Paris. Nach dem Zweiten Weltkrieg begann er eine berufliche Karriere als Museumskurator. Von 1950 bis 1955 war er Direktor des Musée de Grenoble und von 1968 bis 1973 Direktor des Pariser Musée National d’Art Moderne. Leymarie war von 1979 bis 1985 als Nachfolger von Balthus Direktor der Académie de France à Rome. Als Hochschullehrer unterrichtete er an den Universitäten Genf und Lausanne.

## Werke (Auswahl)
- Renoir, 1978
- Picasso, La monographie 1881–1973
- Le Fauvisme, 1987
- La campagne de Corot
- Balthus
- L’Aquarelle
- Geneviève Asse, (gemeinschaftlich mit Sylvia Baron)
- Tal Coat, 1992
- Dessins Impressionnistes de Manet à Renoir 1969 Skira, Genf, Neuauflage 1985 (ISBN 2605000478)